# 西川厚志
西川 厚志（にしかわ あつし、1969年5月20日 - ）は、日本の政治家。立憲民主党所属の衆議院議員（1期）。元愛知県議会議員（5期）。

## 来歴
愛知県名古屋市出身。東海中学校・高等学校を経て、早稲田大学第二文学部卒業。大学在学中より赤松広隆衆議院議員の秘書を務める。
2003年4月に行われた愛知県議会議員選挙に名古屋市中川区選挙区（定数3）から無所属で立候補し、3番目の得票数で初当選した。この選挙で民主党現職の原邦芳は次点で落選した。以降連続5期当選。
2021年10月31日実施の第49回衆議院議員総選挙に赤松の後継として愛知5区から立憲民主党公認で立候補したが、自由民主党の神田憲次に敗れた。立憲民主党は比例東海ブロックで5議席を獲得するが、西川は党内で7番目の惜敗率だったため比例復活もかなわなかった。日本維新の会の岬麻紀は比例復活で初当選した。
2022年11月18日、衆議院選挙区の新しい区割りである「10増10減」の改正公職選挙法案が参議院で可決された。愛知県内の選挙区は15から16に増え、愛知5区の区域は「名古屋市（中村区・中川区）、清須市」に変わった。
2024年10月15日、第50回衆議院議員総選挙が公示され、愛知5区からは立憲民主党公認の西川、自民党現職の神田憲次、日本維新の会現職の岬麻紀、日本保守党公認で河村たかしの市長特別秘書を務めた田中克和、日本共産党公認の江上博之の計5人が立候補した。10月17日に日本経済新聞が序盤情勢を発表し、「西川が立民支持層の3分の2をまとめてやや先行。神田が自民、公明支持層の半数弱を固めて追う。岬は巻き返しを狙う」と報じた。自民党は裏金問題や統一教会問題、10月23日に発覚した非公認候補への2000万円支給問題などで逆風が吹き荒れた。10月27日、総選挙執行。投票締め切りの20時からほどなく東海テレビは西川の当選確実を報じ、西川は初当選を果たした。比例重複が認められなかった神田は議席を失った。日本維新の会は比例東海ブロックで1議席を獲得。3番目の惜敗率（61.235％）だった岬は議席を失った。

## 選挙歴
| 当落 | 選挙                     | 執行日         | 年齢 | 選挙区               | 政党         | 得票数    | 得票率 | 定数 | 得票順位 /候補者数 | 政党内比例順位 /政党当選者数 |
| ---- | ------------------------ | -------------- | ---- | -------------------- | ------------ | --------- | ------ | ---- | ------------------ | ---------------------------- |
| 当   | 2003年愛知県議会議員選挙 | 2003年4月13日  | 33   | 名古屋市中川区選挙区 | 無所属       | 1万2845票 | ーー   | 3    | 3/6                | /                            |
| 当   | 2007年愛知県議会議員選挙 | 2007年4月8日   | 37   | 名古屋市中川区選挙区 | 民主党       | 2万5142票 | ーー   | 3    | 1/4                | /                            |
| 当   | 2011年愛知県議会議員選挙 | 2011年4月10日  | 41   | 名古屋市中川区選挙区 | 民主党       | ーー票    | ーー   | 3    | /3                 | /                            |
| 当   | 2015年愛知県議会議員選挙 | 2015年4月12日  | 45   | 名古屋市中川区選挙区 | 民主党       | 2万1842票 | ーー   | 3    | 1/4                | /                            |
| 当   | 2019年愛知県議会議員選挙 | 2019年4月7日   | 49   | 名古屋市中川区選挙区 | 旧立憲民主党 | ーー票    | ーー   | 3    | /3                 | /                            |
| 落   | 第49回衆議院議員総選挙   | 2021年10月31日 | 52   | 愛知県第5区          | 立憲民主党   | 7万4995票 | 36.61% | 1    | 2/3                | 7/5                          |
| 当   | 第50回衆議院議員総選挙   | 2024年10月27日 | 55   | 愛知県第5区          | 立憲民主党   | 5万4818票 | 34.55% | 1    | 1/5                | /                            |